# Derby du Languedoc
Le derby du Languedoc est le nom parfois donné à une rencontre de football opposant le Nîmes Olympique au Montpellier HSC,,,,,,,.
Malgré le peu de confrontations entre les deux équipes au travers de leur histoire, une rivalité claire s'installe à partir des années 1980.
Le bilan sportif est légèrement à l'avantage du club nîmois, qui compte six victoires de plus que son rival qui possède en revanche un palmarès plus étoffé.

## Historique
De taille similaire à la fin de la Seconde guerre mondiale, les deux villes connaissent une évolution économique différente lors de la deuxième partie du XXe siècle. Montpellier est considérée comme une ville bourgeoise basée sur un support universitaire autour de la médecine et les sciences ainsi que sur la propriété foncière.  De son côté, Nîmes s'appuie avant tout sur des socles industriels et ouvriers importants. Dans les années 1970, ces stratégies différentes font progressivement de la cité héraultaise le pôle économique majeur de la région au profit de la préfecture gardoise. Sur le plan démographique, Montpellier connaît également une expansion plus importante que sa voisine.
La proximité géographique entre les deux villes (cinquantaine de kilomètres) accentue cette rivalité, en plus de l'antagonisme historique et économique. D'un point de vue sportif, le Nîmes Olympique est considéré comme le club phare de la région des années 1950 jusqu'au début des années 1980. Ce leadership est contesté par l'avènement du MHSC à la suite de la reprise du club par Louis Nicollin dans les années 1970. Ce dernier affaiblit progressivement le club gardois en récupérant de nombreux cadres du NO comme Louis Landi, Kader Firoud, Jean-Pierre Betton, Gilbert Marguerite, Luizinho et Henri Augé. Originaire du Gard, Michel Mézy est transféré en 1979 et devient un déclencheur de la rivalité : le président nîmois considérant qu'il s'agit d'un vol et d'une trahison du joueur à qui il interdit de disputer la fin de la saison, il le prive ainsi du titre de meilleur libéro. Comme preuve de ce changement d'hégémonie, Montpellier retrouve la première division en 1981 lorsqu'au même moment, Nîmes la quitte.
Malgré ces éléments et des rencontres plus fréquentes dans les années 1980, la rivalité sportive devient plus prononcée au début des années 1990 lorsque les deux clubs évoluent dans l'élite. Elle est notamment alimentée par les groupes ultras, ces derniers faisant leur apparition lors de cette période. Ils alimentent cet antagonisme en produisant diverses banderoles avant et pendant les rencontres.
En avril 1996, la demi-finale de la Coupe de France permet aux deux clubs de se retrouver en compétition officielle. Jouant les premiers rôles dans l'élite, le MHSC part largement favori face à une équipe luttant pour son maintien en troisième division. À cette occasion, le président Louis Nicollin promet à ses joueurs de rentrer « à cheval » en cas d'élimination. Malgré l'écart de niveau, le Nîmes Olympique remporte la rencontre au Stade des Costières grâce à un but d'Abder Ramdane et devient la première équipe de National à accéder à la finale de la compétition. La nature de l'exploit nîmois marque la mémoire collective sur les décennies suivantes et voit Ricoune tourner en dérision les propos de Nicollin dans une chanson,.
Dans les années 2000, le transfert d'Omar Belbey vers le Montpellier HSC est également source de tension. Lors de son titre de champion de France en 2012, le club héraultais s'appuie aussi sur plusieurs éléments formés au Nîmes Olympique avec René Girard comme entraîneur, Cyril Jeunechamp en joueur et Michel Mézy comme dirigeant. En 2019, lors du retour de Téji Savanier dans son club d'origine, le joueur déclare être sujet de menaces de mort. Cette attente et cette rivalité s'appliquent également lors de rencontres entre équipes de jeunes, dont certaines génèrent parfois un intérêt important,.

## Confrontations sportives

### Confrontations entre les deux équipes
Le tableau suivant liste les confrontations officielles entre les deux équipes :

## Incidents
Dès la saison 1929-1930, des incidents émaillent une rencontre de Division d'Honneur de la Ligue du Sud-Est entre le SO Montpellier (SOM) et le Sporting Club nîmois qui luttent alors pour leur maintien dans l'élite régionale. Le terrain du SOM est d'ailleurs suspendu durant un mois.[réf. nécessaire]

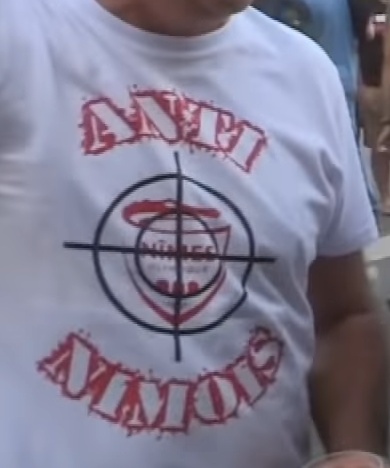
T-shirt hostile au Nîmes Olympique, porté par un supporter montpelliérain.

Lors de la saison 1945-1946, des incidents éclatent au cours d'un match alors que les deux équipes luttent pour monter en première division.
Les années 2000 sont le théâtre d'altercations plus régulières. En 2003, un match amical est organisé au stade des Costières lors de la période estivale : de longs heurts entre les supporters des deux camps s'opèrent sur le parvis de l'antre et font plusieurs blessés. Pour la saison 2008-2009, le Nîmes Olympique retrouve le niveau professionnel et son rival en Ligue 2. Lors de la phase aller et précédant un derby, des supporters montpelliérains sont mis en garde à vue à la suite du saccage d'un local dans la cité gardoise et d'échauffourées avec des fans du NO.
Malgré l'absence de match, les années 2010 voient parfois des rixes entre supporters. De novembre 2017 à mai 2018, cette tension s'intensifie entre groupes ultras des deux clubs à la suite de vols respectifs de bâches,. En septembre 2018, ces incidents font craindre des débordements lorsqu'un derby réapparaît en Ligue 1 au stade de la Mosson. Malgré la victoire montpelliéraine, ils se confirment avec un caillassage des bus nîmois et un envahissement de terrain de supporters du MHSC interrompant la rencontre. Le club héraultais est sanctionné par la suite et une interdiction de venue des supporters adverses est prononcée lors des derbys suivants. Dans les années 2020, cette animosité alimente de nouvelles bagarres.